# Paracerella shiratki
Paracerella shiratki är en urinsektsart som först beskrevs av Imadaté 1964.  Paracerella shiratki ingår i släktet Paracerella och familjen lönntrevfotingar. Inga underarter finns listade i Catalogue of Life.